# Rubus lucensis
Rubus lucensis är en rosväxtart som beskrevs av Heinrich E. Weber och E. Monasterio-huelin. Rubus lucensis ingår i släktet rubusar, och familjen rosväxter. Inga underarter finns listade i Catalogue of Life.